# Université Montpellier 1

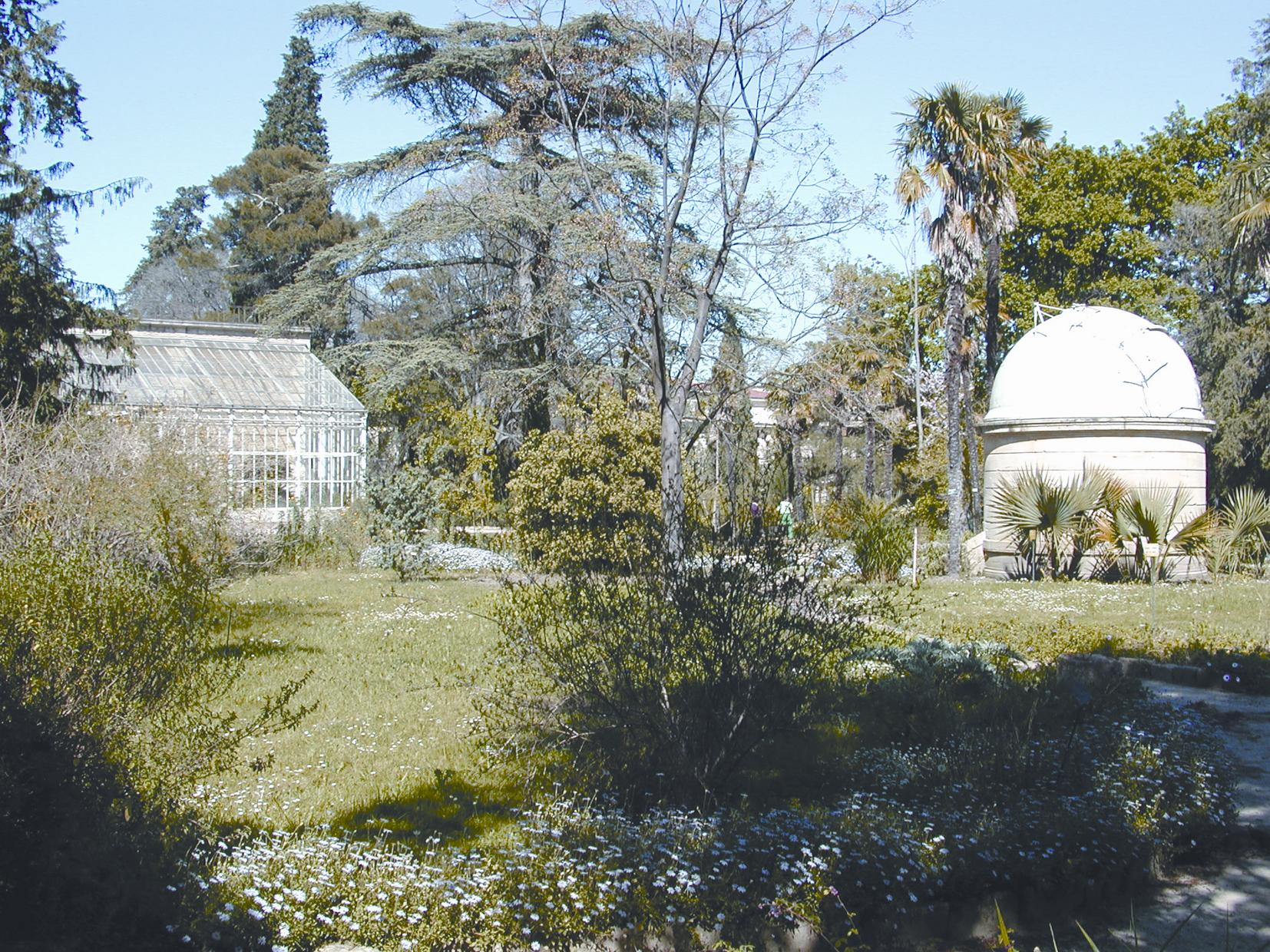
Ogród wydziału botaniki wraz z obserwatorium astronomicznym

Université Montpellier 1 – francuski uniwersytet położony w mieście Montpellier. Uczelnia jest częścią Akademii Montpellier. Obecnie na uniwersytecie studiuje ponad 22 000 studentów wspartych ponad 700 osobową kadrą naukową. 
Uczelnia została założona w 1970 roku w ramach reformy oświaty wyższej. Uczelnia posiada ponad 1000 kierunków oraz wydziałów z czego najpopularniejszymi wydziałami jest ekonomia, wychowanie fizyczne oraz prawo.

## Wydziały
- Akademia Medyczna - Farmacja, Medycyna, Anatomia.
- Wydział Botaniki i Florystyki
- Wydział Historii i Prawa
- Wydział Ekonomii
- Wydział Politologii
- Wydział Nauk Ścisłych - Fizyka, Chemia, Biotechnologia
- AWF